# Farul de la capătul lumii
Farul de la capătul lumii (în franceză Le Phare du bout du monde) este un roman scris de Jules Verne și publicat în 1905.

## Povestea
Acțiunea cărții se petrece între 1859-1860, în sudul Țării de Foc. Pentru a evita naufragiul navelor care treceau pe acolo, pe Insula Statelor se construiește un far în zona în care se întâlnesc Oceanul Atlantic și Pacific.
Funcționarea farului este asigurată de trei persoane, obligate să trăiască în acea zonă inospitalieră. Cei trei nu știu că insula este cartierul unei bande de pirați, condusă de Kongre și Carcante, care jefuiește navele eșuate, masacrându-le echipajul.
Doi dintre paznici sunt asasinați de pirați, dar al treilea - bătrânul Vasquez - scapă și salvează un naufragiat american, John Davis. Împreună, cei doi încearcă să îi împiedice pe pirați să părăsească insula, în timp ce așteaptă sosirea navei militare Santa-Fé.

### Capitolele cărții
| - Capitolul I - Inaugurare - Capitolul II - Insul apulaStatelor - Capitolul III - Cei trei paznici - Capitolul IV - Banda Kongre - Capitolul V - Goeleta Maule - Capitolul VI - În golful Elgor - Capitolul VII - Grota - Capitolul VIII - Vasul Maule în reparație | - Capitolul IX - Vasquez - Capitolul X - După naufragiu - Capitolul XI - Jefuitorii de epave - Capitolul XII - La ieșirea din golf - Capitolul XIII - Timp de trei zile - Capitolul XIV - Canoniera Santa-Fé - Capitolul XV - Deznodământ |

## Intervenții asupra romanului
Farul de la capătul lumii este primul roman al lui Jules Verne modificat de fiul său, Michel. În cazul de față, modificările sunt puțin numeroase: Michel a ajustat un capitol, a scurtat unele fraze și a edulcorat personajul lui Vasquez.
Versiunea originală a lui Jules Verne, nemodificată, a fost publicată de Gallimard Folio în 2004.

## Teme abordate în cadrul romanului
- strădania de supraviețui într-un mediu ostil (temă omniprezentă în opera verniană, cu precădere în  Insula misterioasă, Naufragiații de pe Jonathan, Școala Robinsonilor și Căpitanul Hatteras)
- lupta dezechilibrată dintre un mic grup de oameni onești și o bandă numeroasă de răufăcători, în care binele triumfă în cele din urmă (temă prezentă și în În fața steagului și Insula misterioasă)

## Lista personajelor
- Vasquez - argentinian, 47 de ani, paznic-șef al farului
- Kongre - în jur de 40 de ani, șeful piraților
- Carcante - chilian, între 35 și 40 de ani, secundul lui Kongre
- John Davis - american, între 30 și 35 de ani, secund pe nava Century
- Felipe - argentinian, 40 de ani, marinar, paznic al farului
- Moriz - argentinian, 37 de ani, marinar, paznic al farului
- Vargas - tâmplar în banda lui Kongre
- Lafayate - comandantul vasului militar Santa-Fé
- Riegal - secund pe Santa-Fé
- Harry Steward - căpitanul vasului Century
- Naufragiații bandei lui Kongre

## Adaptări
În 1971, filmul a fost ecranizat cu titlul The Light at the Edge of the World, regia fiind semnată de Kevin Billington. Deși a inclus nume mari ale cinematografiei, cum sunt Kirk Douglas, Yul Brynner, filmul a fost criticat pentru realismul tragic și violența sa.

## Traduceri în limba română
- 1975 - Un bilet de loterie. Farul de la capătul lumii, Ed. Ion Creangă, Colecția "Jules Verne", vol. 9, traducere Teodora Cristea, 226 pag.
- 1987 - Un bilet de loterie. Farul de la capătul lumii, Ed. Ion Creangă, Colecția "Jules Verne", vol. 9, traducere Teodora Cristea, 226 pag.
- 1990 - Un bilet de loterie. Farul de la capătul lumii, Ed. Ion Creangă, Colecția "Jules Verne", vol. 9, traducere Teodora Cristea
- 1998 - Farul de la capătul lumii, Ed. Europontic, 172 pag., ISBN 973-97922-8-6
- 2002 - Farul de la capătul lumii, Ed. Corint, traducere Constantin Ionescu Boeru, 144 pag., ISBN 973-653-406-5
- 2010 - Un bilet de loterie. Farul de la capătul lumii, Ed. Adevărul, Colecția "Jules Verne", vol. 9, traducere Ruxandra Lambru, 320 pag., ISBN 978-606-539-146-8